# 赤光
『赤光』（しゃっこう）は、大正2年（1913年）10月に東雲堂書店から刊行された斎藤茂吉の処女歌集。そのロマンチシズムあふれる清新な歌風によって歌壇・文壇に大きな影響を与え、一躍著者の名を高からしめた。茂吉のもっとも代表的な歌集とされ、明治38年（1905年）～大正2年（1913年）にかけての創作が収録されている。
歌集名の「赤光」は『仏説阿弥陀経』の『地中蓮華大如車輪青色青光黄色黄光赤色赤光白色白光微妙香潔・・・』の部分からとったもので、初販の作者の跋には「予がまだ童子の時分に遊び仲間に雛法師がいてしきりにお経を暗唱していた。梅の実をひろうにも水を浴びるにも『しゃくしき、しゃっこう、びゃくしき、びゃっこう』と誦していた。『しゃっこう』が『赤い光』のことであると知ったのは東京に来て、新刻訓点浄土三部妙典という赤い表紙の本を買った時
分であって、・・・」と記されている。
初版は834首が収録され、逆年代順に配列している。大正10年（1921年）発行の改選版では760首にまで削られ、年代順に改められた。
刊行当時茂吉は31歳であり、東大教室および巣鴨病院にて医師としてつとめていた。生母・いくと師・伊藤左千夫を相次いで喪った直後に出された。「悲報来」「おひろ」「死にたまふ母」といった著名な一連は同書に収められている。
現在は新潮文庫、岩波文庫などから単著として発行されている。